# Desktop Linux Consortium
El Desktop Linux Consortium (DLC) és una organització no lucrativa que apunta cap a realçar i promoure l'ús del sistema operatiu de GNU/Linux a la taula de treball. Fundat el 4 de febrer, del 2003, és portat per font oberta Bruce Perens activista com a director executiu i Jeremy White, CEO de CodeWeavers, com a president. En son membres:
- ArkLinux
- Codeweavers
- Debian
- DesktopLinux.com[1]
- KDE
- Linux Professional Institute (LPI)
- Lycoris
- EL Linux Terminal Server Project (LTSP)
- Mandrakesoft
- NeTraverse
- OpenOffice.org
- Questnet (anglès)
- Samba
- theKompany
- openSUSE
- TransGaming Technologies
- TrustCommerce
- Xandros
- Ximian